# Savoia-Marchetti S.55
Savoia-Marchetti S.55 é um hidroavião que foi produzido pela fábrica italiana Savoia-Marchetti. Foi desenvolvido no ano de 1924, mas comercializado apenas a partir de 1926. Logo após o seu lançamento, este hidroavião estabeleceu os recordes de velocidade, carga, altitude e distância. Foi a aeronave escolhida pelo Comandante João Ribeiro de Barros para cruzar o Atlântico Sul pela primeira vez sem escalas, em 28 de abril de 1927.

## História
O S.55 foi projetado pelo engenheiro italiano Alessandro Marchetti. Um desenho moderno e ousado para a época. Muito versátil, teve uso militar (bombardeiro, reconhecimento aéreo) e civil (correio aéreo, socorro marítimo).
Graças ao seu desempenho, o hidroavião ganhou status de lenda em sua época. Os nomes de grandes aviadores do século XX e suas façanhas estão ligados a ele:  João Ribeiro de Barros e João Negrão, os italianos Italo Balbo e  Francesco de Pinedo, entre outros.
Em 15 de janeiro de 1931, chega ao Brasil, liderada por Italo Balbo, uma esquadrilha de onze S.55. Quatorze partiram deOrbetello (Itália) em 17 de dezembro de 1930, porém três acidentaram-se durante a viagem, matando suas tripulações. O governo brasileiro adquiriu estas aeronaves em troca por café.
Durante a II Guerra Mundial foi utilizado ativamente pela Itália e Alemanha (Luftwaffe). Foi retirado de serviço no ano de 1945.
O último exemplar do Savoia-Marchetti S.55 do mundo encontra-se hoje no Brasil. É também o último hidroavião usado nas travessias transatlânticas remanescente daquele período. Trata-se do Jahu, a aeronave utilizada por João Ribeiro de Barros para realizar a primeira travessia aérea transatlântica Africa - América do Sul sem escalas da história, no ano 1927. Atualmente encontra-se restaurado e em exposição Museu TAM da cidade de São Carlos-SP. É de propriedade da Fundação Santos Dumont.

## Usuários
Usuários militares e civis do Savoia-Marchetti S.55:

### Usuários civis
- Reino de Itália

Aero Espresso italiana
Società Aerea Mediterranea
- União Soviética

 Aeroflot

### Usuários Militares
- Brasil [1]
- Reino de Itália

Regia Aeronautica
- Reino da Romênia

Real força aérea romena

## Imagens
- S.55P da Aeroflot.
- S.55X.
- Savoia-Marchetti S.55 soviético (cerca de 1933)
- SM 55 da Real força aérea da Romênia em 1943
- Esquadrilha de S.55 sobre Istambul (Maio de 1929).
- Cartoon de Peter Welleman.[2]
- Jahú em exposição no Museu TAM.
- Perspectivas da aeronave.